# Auf dem Heede
Auf dem Heede ist ein Weiler in Halver im Märkischen Kreis im Regierungsbezirk Arnsberg in Nordrhein-Westfalen (Deutschland).

## Lage und Beschreibung
Auf dem Heede liegt auf einer Höhe von 370 Meter über Normalnull im südlichen Halver an der Stadtgrenze zu Wipperfürth. Im Ort entspringt der Heeder Bach, der über den Blankenbach in die Kerspetalsperre entwässert.
Nachbarorte sind Engstfeld, Brocksiepen, Voswinkel und Schlachtenrade, sowie die Wipperfürther Ortschaft Wiegen. Der Ort ist über eine Nebenstraße erreichbar, die von der Landesstraße L284 bei Engsfeld abzweigt und nach Rönsahl führt.

## Geschichte
Auf dem Heede wurde erstmals 1446 urkundlich erwähnt, die Entstehungszeit der Siedlung wird aber für den Zeitraum zwischen 1050 und 1200 infolge der Rodungsphase nach der hochmittelalterlichen Territorialbildung vermutet. Auf dem Heede war vermutlich ein Abspliss der Hofschaft Engstfeld.
Südwestlich des Ortes verlief seit dem Mittelalter bis in die frühe Neuzeit die Elberfelder Linie der Bergischen Landwehr.
Um 1500 ist durch Urkunden belegt, dass der Hof Auf dem Heede dem bergischen Amt Beyenburg abgabenpflichtig war. Die Gerichtsbarkeit des Hofs unterstand einem extra für die bergischen Höfe im ansonsten märkisch beherrschten Kirchspiel Halver bestellten bergischem Richter, was häufig zu Streit mit dem für das Kirchspiel eigentlich zuständigen märkischen Gografen führte.
1818 lebten 33 Einwohner im Ort. Laut der Ortschafts- und Entfernungs-Tabelle des Regierungs-Bezirks Arnsberg wurde der Ort als Hof kategorisiert und besaß 1838 eine Einwohnerzahl von 35, allesamt evangelischen Glaubens. Der Ort gehörte zu dieser Zeit der Bommerter Bauerschaft innerhalb der Bürgermeisterei Halver an und besaß sechs Wohnhäuser, zwei Fabriken oder Mühlen und vier landwirtschaftliche Gebäude.
Das Gemeindelexikon für die Provinz Westfalen von 1887 gibt eine Zahl von 46 Einwohnern an, die in zehn Wohnhäusern lebten. Der Ort wurde zu dieser Zeit Am Heede genannt.

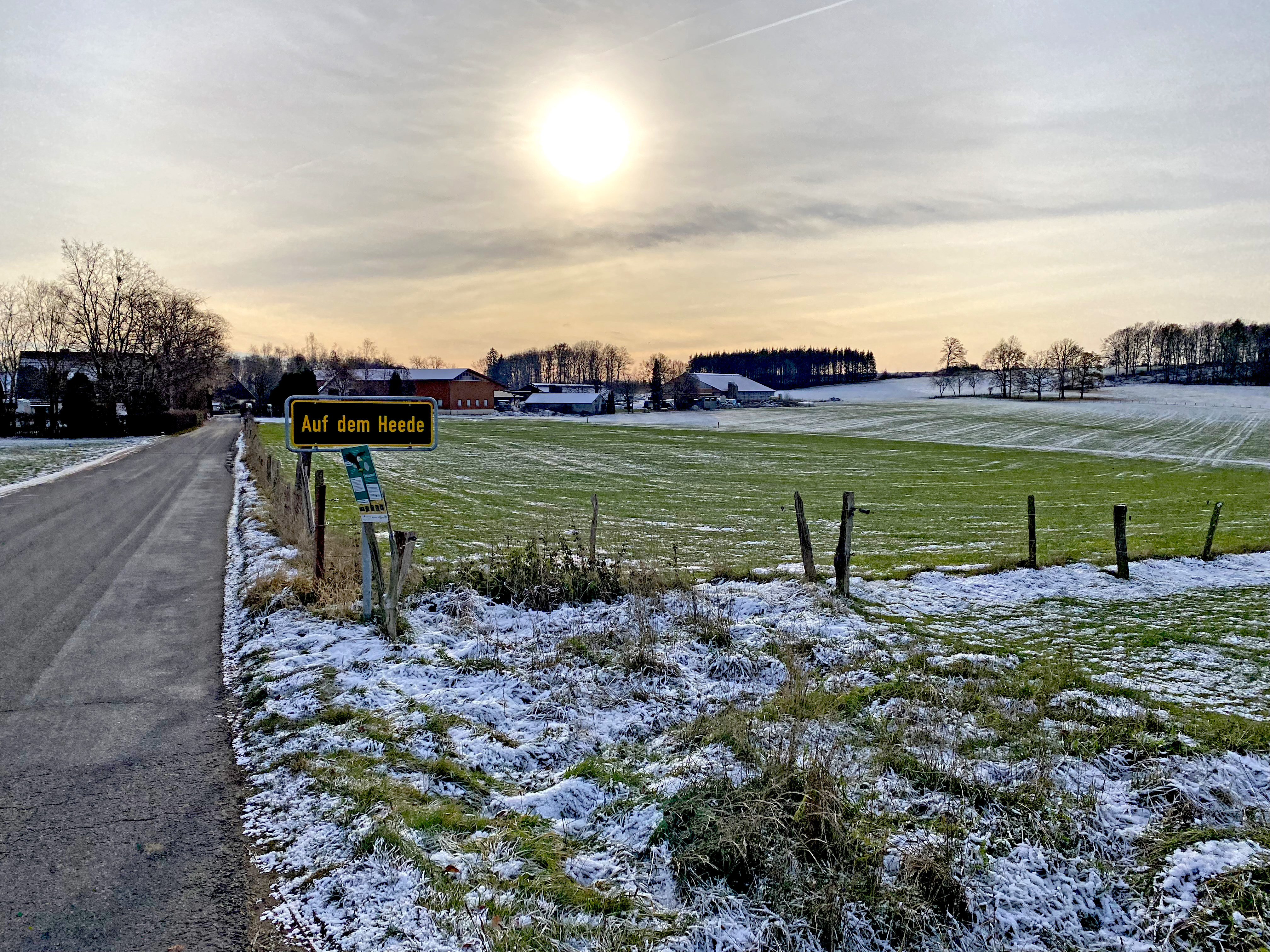
nördl. Ortseingang
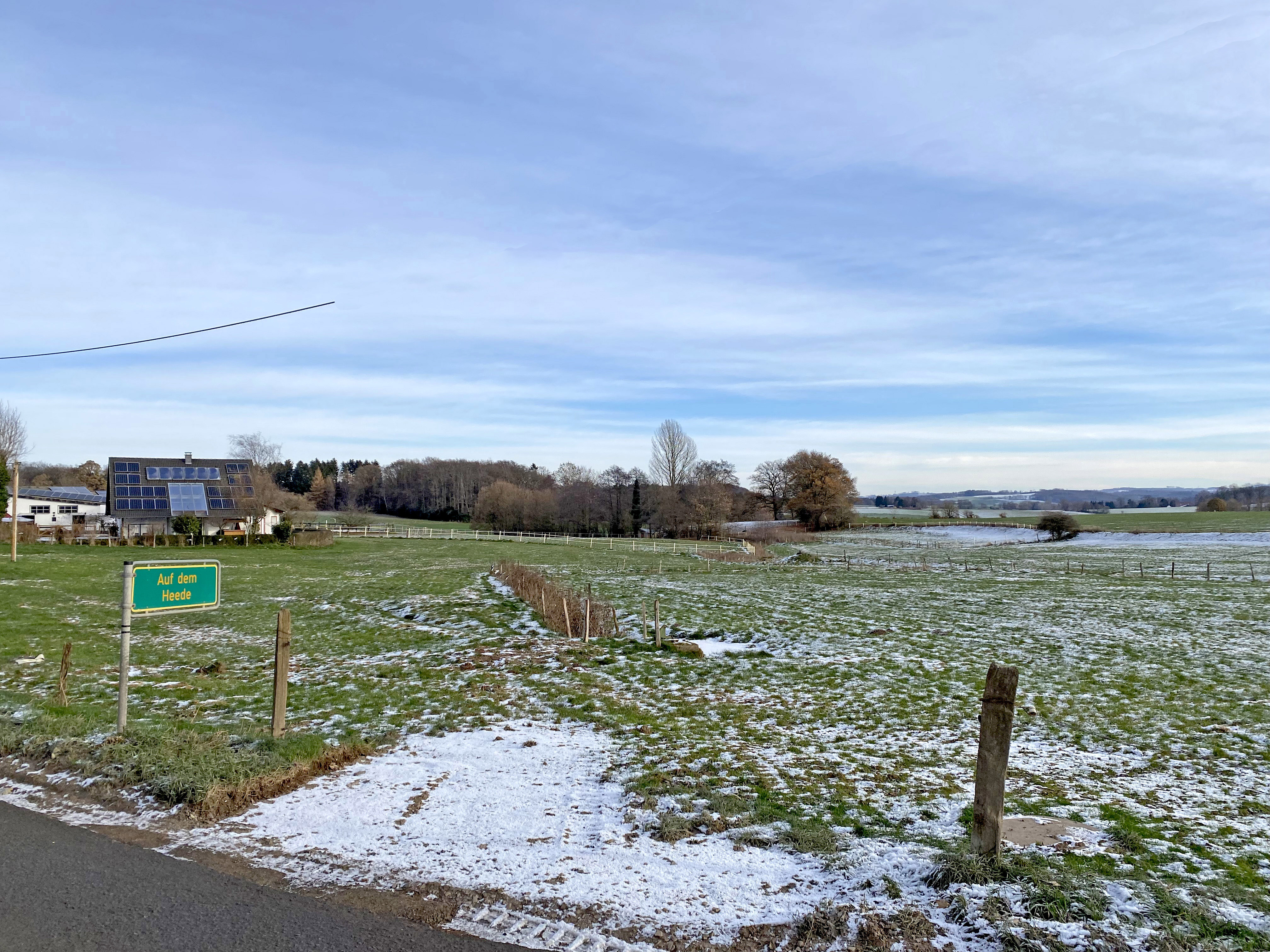
Der Heeder Bach entspringt am südl. Ortseingang.